# The Buzz on Maggie
Maggie, a Mosca Zoadora é um desenho animado da Disney Television Animation. É o primeiro desenho animado da  Disney animado em flash, foi transmitido pelo Disney Channel.

## História
Maggie Pelsky é uma jovem mosca como outra qualquer, adora diversão, tem muita energia e é muito cheia de vida. Mas como todas adolescentes, se esforça todos os dias para sobreviver a infinidade de contratempos comuns a sua idade: ser popular, chamar a atenção dos garotos, lidar com seus irmãozinhos e irmãozões e realizar um sonho de se transformar em uma estrela do rock.
Ao ritmo da música e da moda atual, Maggie encontra um jeito inovador de encarar a rotina com leveza, humor e um toque juvenil que só uma garota pode dar. Mas suas ações mudam, inevitavelmente, o curso normal de todos à sua volta, sempre com consequências terríveis. Quem pensa que ser mosca é tarefa fácil e ser mosca e adolescente ao mesmo tempo é menos complicado para Maggie, engano seu - uma criatura que fará o melhor que pode para se destacar em uma cidade que ainda a julga como criança. Junto com seus pais Sr. e Sra. Pelsky e sua comparsa Rayna, viverá um sem-fim de aventuras em seu esforço para deixar um rastro individual em uma cidade convencional.

## Dublagem
- Maggie Pelsky - Jessica Di Cicco / Iara Riça (Brasil) / Carla Garcia (Portugal)
- Sr. Pelsky - Brian Doyle Murray / Peter Michael (Portugal)
- Sra. Pelsky - Susan Tolsky / Carmen Santos (Portugal)
- Rayna Jones - Cree Summer / Luísa Palomanes (Brasil) / Isabel Ribas (Portugal)
- Aldrin Pesky - David Kaufman / José Leonardo (Brasil) / André Maia (Portugal)
- Pupert Pesky - Thom Adcox / Érick Bougleaux (Brasil)